# Dunkeriana
Dunkeriana is een geslacht van hooiwagens uit de familie Assamiidae.
De wetenschappelijke naam Dunkeriana is voor het eerst geldig gepubliceerd door Roewer in 1912. 

## Soorten
Dunkeriana omvat de volgende 2 soorten:
- Dunkeriana borneensis
- Dunkeriana neoguinensis